# Oligoclada nemesis
Oligoclada nemesis is een libellensoort uit de familie van de korenbouten (Libellulidae), onderorde echte libellen (Anisoptera).
De wetenschappelijke naam Oligoclada nemesis is voor het eerst geldig gepubliceerd in 1911 door Ris.